# Lola Beeth
Lola Beeth (ur. 23 listopada 1860 lub 1862 w Krakowie, zm. 18 marca 1940 w Berlinie) – austriacka śpiewaczka operowa, sopran.

## Życiorys
Urodziła się 23 listopada 1860 lub 1862 roku w Krakowie. Pierwsze lekcje śpiewu pobierała we Lwowie, po czym uczęszczała na zajęcia u Marie Louise Dustmann w Wiedniu. Następnie rozwijała się w Paryżu (u Pauline Viardot), Mediolanie i Wiedniu.
Pierwsze kroki na scenie stawiała w 1882 roku w Berlinie. Występowała jako sopran. W latach 1888–1895 należała do zespołu Opery Wiedeńskiej, w którym zadebiutowała w roli Elsy. Od 1895 roku gościła na międzynarodowych scenach: śpiewała w Metropolitan Opera w Nowym Jorku, w Londynie, Petersburgu, Moskwie, Monte Carlo i Warszawie. Recenzje jej występów były na tyle pochlebne, że prasa doniosła, iż na ich podstawie Siegfried Wagner przyjechał do Paryża wysłuchać Beeth w roli Wenus w operze Tannhäuser. W latach 1898–1901 Beeth powróciła do zespołu Opery Wiedeńskiej, po czym wyjechała do Berlina, gdzie występowała gościnnie, a następnie nauczała śpiewu.
Zmarła 18 marca 1940 roku w Berlinie.